# Yomgui Dumont
 (septembre 2018).
Yomgui Dumont est un auteur de bande dessinée et illustrateur français, né en 1974 à Enghien-les-Bains.

## Biographie
En 2003, il lance la série Raph' et Potétoz pour le magazine Okapi dont les planches sont par la suite regroupées en albums aux éditions Glénat.
En 2010, avec Olivier Bleys, il développe la série Chambres Noires pour les éditions Vents d'Ouest, dont le premier tome, Esprit, es-tu là? fait partie de la sélection jeunesse du festival d'Angoulême 2011.
En 2012, dans le mensuel Moi je lis (éditions Milan), il illustre le premier récit de l'école de PAN, écrit par Maëlle Fierpied. D'autres récits voient le jour par la suite et, en 2014, la série est aussi développée en bande dessinée puis publiée en albums chez BD kids.
En 2017, il dessine le premier tome de la série La brigade des cauchemars scénarisée par Franck Thilliez et publiée aux éditions Jungle qui remporte le prix des collèges au festival international de la bande dessinée d'Angoulême 2019.
En 2019, il illustre 109 rue des soupirs, une nouvelle série scénarisée par Mr Tan alias Antoine Dole, le créateur de Mortelle Adèle.
En 2020, il a été lauréat à la BnF de la résidence bande dessinée de la Fondation Simone et Cino Del Duca – Institut de France.
En 2025, il a fait partie du grand jury jeunesse au Festival International de la Bande Dessinée d'Angoulême.

## Œuvres

### Bande dessinée (albums)
- Léo Ferré en images et en bande dessinée (histoire courte), collectif, Vents d'ouest, 2002  (ISBN 2-7493-0037-1)
- Raph' et Potétoz - Glénat / Tchô! la collec...

1. C'est pas moi c'est lui, 2007  (ISBN 978-2-7234-5958-7)
2. En plein dans l'zen, 2008  (ISBN 978-2-7234-6234-1)
3. Maximum bueno !!!, 2009  (ISBN 978-2-7234-6789-6)
4. Faut qu'ça pète!, 2010  (ISBN 978-2-7234-8009-3) – Sélection prix des écoles d'Angoulême 2011
5. Chien mais chiant, 2013  (ISBN 978-2-7234-9395-6)
6. Écran total, 2015  (ISBN 978-2-344-01022-8)

- Chambres noires (dessin), scénario d'Olivier Bleys, Vents d'Ouest

1. Esprit, es-tu là?, 2010  (ISBN 978-2-7493-0563-9) – Sélection jeunesse du festival d'Angoulême 2011[10]
2. Chasse à l'âme, 2011  (ISBN 978-2-7493-0599-8)
3. Requiem en sous-sol, 2012  (ISBN 978-2-7493-0676-6)
4. Chambres noires, édition intégrale, 2020  (ISBN 978-2-7493-0936-1)

- Toulouse-Lautrec (dessin), scénario d'Olivier Bleys, couleurs de Drac, Glénat / Les grands peintres, 2015  (ISBN 978-2-7234-9709-1)
- L'École de PAN (dessin), scénario de Maëlle Fierpied, couleurs de Drac - Bayard / BD Kids

1. Le Cube mystérieux, 2015  (ISBN 978-2-7459-6848-7)
2. Le Défi Dédale, 2016  (ISBN 978-2-7459-6850-0)
3. Gare aux garous!, 2016  (ISBN 978-2-7459-8200-1)
4. Étranges créatures, 2017  (ISBN 978-2-7459-9480-6)
5. Fin des cours, 2018  (ISBN 978-2-7459-6848-7)

- La BD qui fait du bien (histoire courte), collectif, Glénat, 2018  (ISBN 978-2-344-02665-6)
- La Brigade des cauchemars (dessin), scénario de Franck Thilliez, couleurs de Drac, Jungle / Frissons

1. Sarah, 2017  (ISBN 978-2-8222-2160-3) – Sélection Grand prix des lecteurs du journal de Mickey 2018[11]  – Prix des collèges au Festival d'Angoulême 2019 – Sélection On a marché sur la bulle Amiens 2019 (2è place)[12]
2. Nicolas, 2018  (ISBN 978-2-8222-2265-5)
3. Esteban, 2019  (ISBN 978-2-8222-2834-3)
4. Mélissandre, 2020  (ISBN 978-2-8222-3058-2)
5. Léonard, 2021  (ISBN 978-2-822-23265-4)
6. Ariane, 2022  (ISBN 978-2-8222-3574-7)
7. Sofiane, 2023  (ISBN 978-2-8222-3795-6)
8. Jane, 2024  (ISBN 978-2-822-24201-1)

- La Brigade des cauchemars, l'escape book (hors-série, dessin et scénario), game design de Kaedama, couleurs de Drac, Jungle / Frissons, 2023  (ISBN 978-2-8222-3794-9)
- 109 rue des soupirs (dessin), scénario de Mr Tan (Antoine Dole), Casterman jeunesse

1. Fantômes à domicile, 2019  (ISBN 978-2-203-16850-3) – Sélection Grand prix des lecteurs du journal de Mickey 2020[13] - Prix BD sélection jeunesse de la ville de Senlis 2021[14]— Prix Ado au festival de la BD d'Ajaccio 2023[15]
2. Fantômes sur le grill, 2020  (ISBN 978-2-203-06434-8)
3. Fantômes d'extérieur, 2021  (ISBN 978-2-203-21845-1)
4. Fantômes au tableau!, 2022  (ISBN 978-2-203-16850-3)
5. Fantômes de soirée, 2023  (ISBN 978-2-203-24816-8)
6. Fantômes de secours, 2025  (ISBN 978-2-203-280786)

### Illustration jeunesse
- L'affaire du musée, texte d'Arthur Ténor, texte d'Arthur Ténor, Magnard Jeunesse, 1999  (ISBN 2-210-98019-4)
- Abélard Pétard, texte de Philippe Barbeau, Magnard Jeunesse, 2002
- Cauchemar dans les douves, texte de Françoise Mégali, Magnard Jeunesse, 2004  (ISBN 2-210-98091-7)
- Jamais Jaloux, vous ?, texte de Christine Laouénan, La Martinière Jeunesse, 2006  (ISBN 2-7324-3475-2)
- En attendant la petite souris, texte d'Elsa Devernois, Bayard Jeunesse, 2009  (ISBN 2-7470-2769-4)
- L'École de PAN, texte de Maëlle Fierpied – Milan poche (ISBN 978-2-7470-2769-4)

1. Le Monstre de l'île, 2014  (ISBN 978-2-7459-6055-9)
2. Une enquête en bleu, 2014  (ISBN 978-2-7459-6281-2)
3. Le sortilège du Scarabée, 2014  (ISBN 978-2-7459-7176-0)
4. Dix petits pères Noël, 2015  (ISBN 978-2-7459-7177-7)

- Lucile Finemouche & le Balafré, texte d'Annabelle Fati et Juliette Vallery, Actes Sud Junior

1. La Dimension Chronogyre, 2015  (ISBN 978-2-330-05071-9)
2. Le Mystère Archéoscript, 2016  (ISBN 978-2-330-06099-2)

- Raconte ! La véritable histoire du premier rat de bibliothèque, texte de Marine Cotte et Stéphane Fitoussi, Syros et BnF éditions, 2024  (ISBN 978-2-74-853820-5)